# Viljo Revell

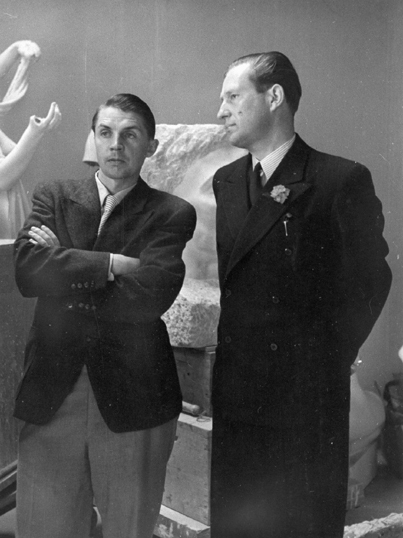
Viljo Revell (t.h.) och Aarne Ervi i juni 1943.

Viljo Gabriel Revell, född 25 januari 1910 i Vasa, död 8 november 1964 i Helsingfors, är ett av de stora namnen inom finländsk arkitektur som också rönte internationell framgång. Stadshuset i Toronto i Kanada är hans mest kända verk utomlands. 

## Biografi

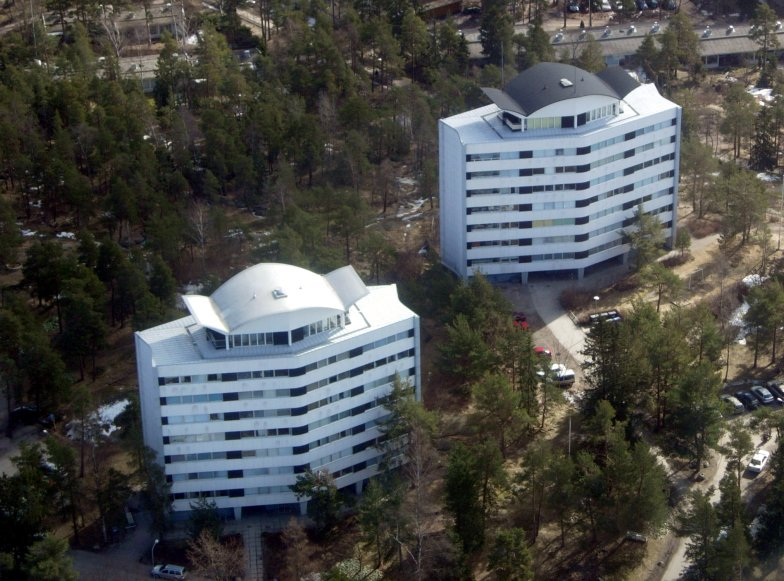
"Fickpluntorna" i Hagalund, Esbo

Revells far Oskar Rewell var hovrättsråd och affärsman.
Revell gick ut gymnasiet i Vasa år 1928 och blev färdig arkitekt från Tekniska högskolan, Helsingfors år 1937. Revell ritade tillsammans med Heimo Riihimäki och Niilo Kokko Glaspalatset i Helsingfors som stod klar 1936 och blev genombrottet. Ursprungligen planerades byggnaden, som innehöll affärsutrymmen, restauranger och en biograf, vara tillfällig. Han kom att assistera Alvar Aalto vid planeringen av Finlands paviljong på världsutställningen i Paris 1937. Revell var verkställande direktör för Vaasan Sato, ett byggföretag inom socialt bostadsbyggande, i Vasa 1941–1951.
1942 utsågs han till chef för Finlands arkitektförbunds återuppbyggnadsbyrå. 1946–1949 ritade Revell Krigsinvalidernas brödraförbunds yrkesskola i Käsämä i Libelits som blev en milstolpe inom den finska arkitekturen. Tillsammans med Keijo Petäjä projekterade han efter andra världskriget bostadsområdet Månsas i Helsingfors. Till de olympiska spelen 1952 stod även ett stort kontorshus känt som Palace ritat av Revell klart på Södra kajen i Helsingfors som kom att bli en symbol för den nya tiden efter andra världskriget. Hans projekt Det blå bandet från 1953, ett bostadskomplex i Norra Haga i Helsingfors, kom aldrig att förverkligas.
Ett stort projekt var Kudeneules textilfabrik på Hangö på 1950-talet som innebar en komplett fabrik samt bostadshus och servicelokaler. Affärshuskomplexet i Centrumkvarteret i Vasa (1962) är ett exempel på Revells vilja att arbeta med helhetsgrepp. Rewell Center i centrala Vasa, Österbottens största köpcentrum, byggdes efter ritningar av Revell och stod färdigt 1963. I början av 1960-talet arbetade han med City-kvarteret i Helsingfors som mynnade ut i det så kallade Korvhuset. Revell deltog i projektet att skapa trädgårdsstaden Hagalund i Esbo. I Hagalund skapade Revell bland annat Fickpluntorna, Tornhusen (1958) och vattentornet (1962). 

### Torontos stadshus

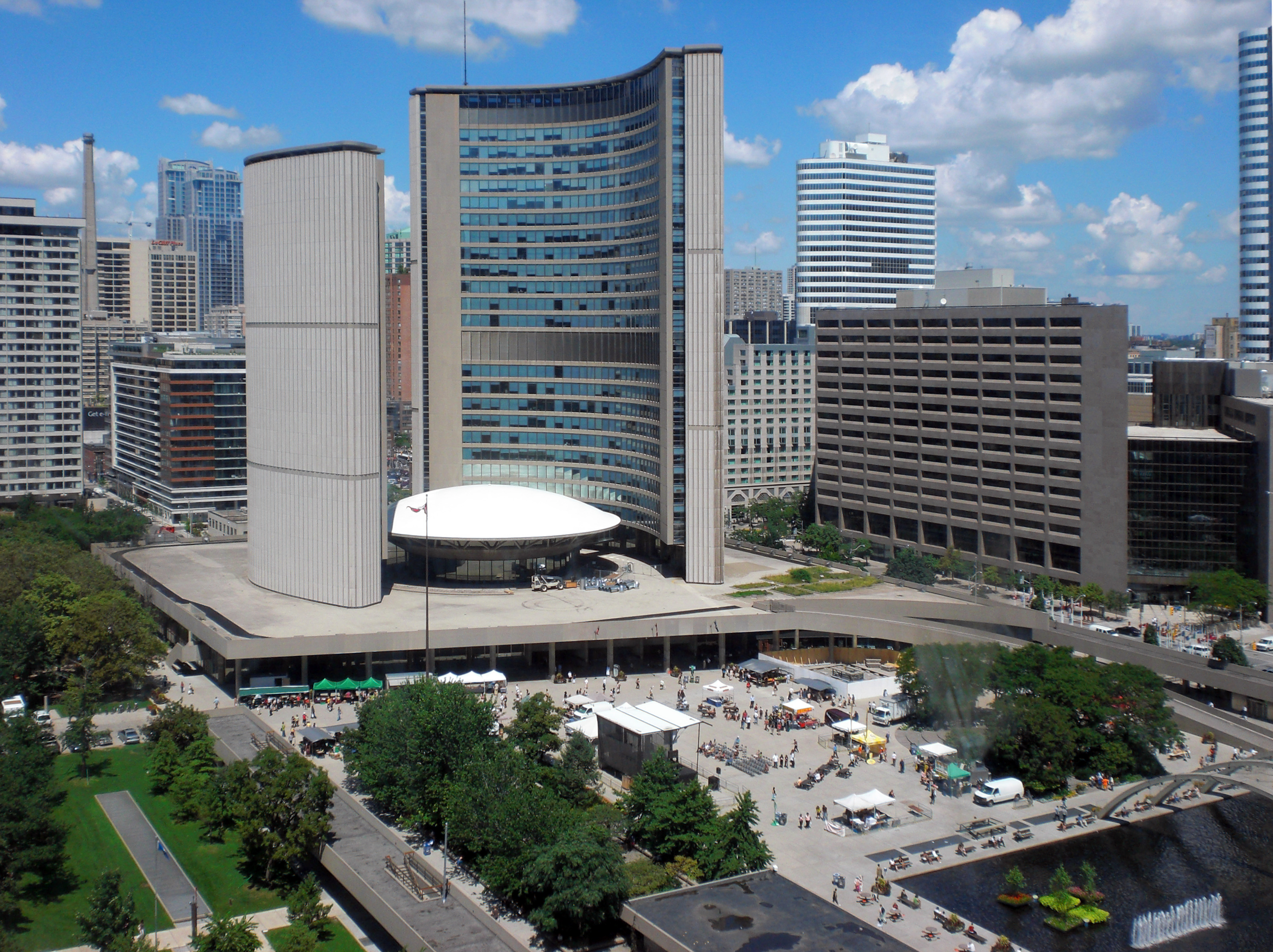
Torontos stadshus

1958 vann Revell tillsammans med sina medarbetare Heikki Castrén, Bengt Lundsten och Seppo Valjus arkitekturtävlingen om Torontos nya stadshus i konkurrens med 510 arkitekter. Uppdraget innebar ett omfattande projekt där Revell med familj flyttade till Kanada och ett komplicerat samarbetsprojekt startade. Det blev politiskt spel och ett hårt tryck kring de skenande kostnaderna för bygget. Det sista fotografiet på Revell togs utanför stadshuset under dess konstruktion. Revell stod inför ett internationell genombrott men avled innan stadshuset färdigställts.
År 1941 gifte han sig med Maire Myntti och de fick tre döttrar som föddes 1942, 1943 och 1945.

## Byggnader planerade av Revell
- 1935 - Glaspalatset, Helsingfors

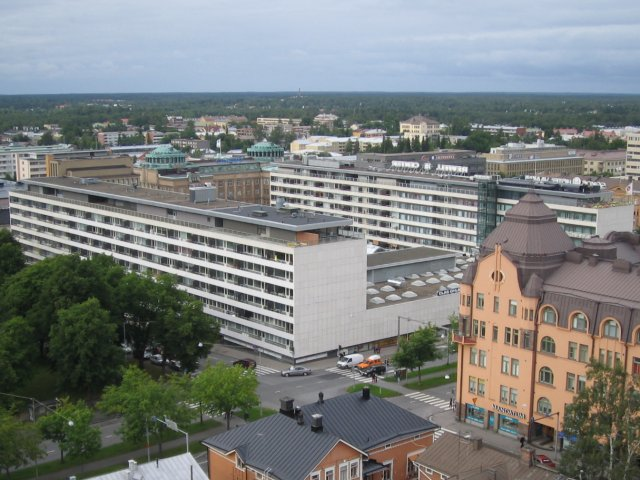
Rewell Center, Vasa

- 1941 - Minnesmärke i Tammerfors för soldater som stupade i Vinterkriget
- 1948 - Industricentrum (Hotell Palace), Helsingfors
- 1951 - Mejlans folkskola, Helsingfors
- 1952 - Kauhajoki gymnasium, Kauhajoki
- 1953 - Tornhus, Hagalund, Esbo
- 1955 - Kudeneules textilfabrik, Hangö
- 1957 - Vatiala begravningskapell, Kangasala nära Tammerfors
- 1957 - Villa för Marie-Louise och Gunnar Didrichsen, Granö, Helsingfors
- 1958 - Hagalunds tornhus, "Fickpluntorna", Esbo
- 1959 - Sauna Johnson, Wisconsin, USA.
- 1960 - Korvhuset, Helsingfors
- 1960 - KOP-triangeln, Åbo
- 1961 - KOP, Lahtis
- 1962 - Vasa centrumplan, Rewell Center
- 1962 - Hagalunds vattentorn, Esbo
- 1962 - Peugeot, Buenos Aires (ej förverkligat)
- 1964 - Didrichsens konst- och kulturmuseum, tillbyggnad, Granö, Helsingfors
- 1966 - Torontos stadshus, Kanada